# Fred Willamowski
Fred Willamowski (* 21. März 1935 in Grimmen; † 14. September 2003 in Wilhelmshorst) war ein deutscher Motorradrennfahrer.
Während seiner Karriere gewann Fred Willamowski 1969 mit der Trophy-Mannschaft der DDR die Internationale Sechstagefahrt. Gleichzeitig avancierte er – wie auch 1971 – zum punktbesten Einzelfahrer aller Six-Days-Teilnehmer. 1970 und 1971 wurde er Europameister im Motorradgeländesport, errang außerdem mehrere nationale Titel. Auch im Motocross- sowie im Sand- und Grasbahnsport wurde Fred Willamowski DDR-Meister.

## Sportlicher Werdegang
Nach Beendigung seiner Lehre als Landmaschinenschlosser meldete sich Fred Willamowski 1952 bei der Gesellschaft für Sport und Technik (GST) und begann auf einer AWO 425 mit dem Motorrad-Geländesport. Ein Jahr später war er Kreismeister und Rostocker Vize-Bezirksmeister. 1954 wurde er in die GST-Kernmannschaft aufgenommen. Bei seinem ersten Auslandsstart, der Internationalen Tatrafahrt 1955 in Zakopane, fiel er zusammen mit all seinen Kameraden am ersten Tag aus. Auch seine erste Six-Days-Teilnahme 1957 endete am vierten Tag mit einem Ausfall. Im darauf folgenden Jahr war er Mitglied der ersten Trophy-Mannschaft, die die DDR bei einer Internationalen Sechstagefahrt stellte. Seine Bilanz war Sturz und Ausfall beim Abschlussrennen. Ein ähnliches Schicksal ereilte ihn 1959 mit fest gegangener Kurbelwelle beim Schlussrennen. Seine vierten Six Days in Österreich 1960 brachten ihm dann endlich sogar einen verdienten Klassensieg.
1957 wechselte Fred Willamowski von der GST zu Werner Rosenbrock beim ASK Vorwärts Potsdam. Mit dem Sieg bei Rund um Zschopau 1958 war er auf der 350er MZ DDR-Meister geworden. 1960 zog es Fred zum Motocross-Sport. In acht Jahren fuhr er in drei Hubraumklassen mit der MZ sowie den tschechischen ESO und ČZ drei Fabrikate. Bevor er 1968 zum Geländesport zurückkehrte, hatte Fred Willamowski in Duellen mit Walter Knoch, Ernst Wolff und Weltmeister Paul Friedrichs vier DDR-Motocross-Titel errungen. In der Geländemeisterschaft startete er weiter für den ASK – der nach Leipzig übergesiedelt war – und wurde gleich wieder hinter Werner Salevsky DDR-Vize-Meister. Für die Internationale Sechstagefahrt erhielt Fred Willamowski erneut eine Berufung ins Trophy-Team. Nach einem vierten Platz 1968 konnte ein Jahr darauf auch er an den großen Trophy-Siegen der DDR in den 1960er Jahren teilhaben. Bei den Six Days 1969 in Garmisch-Partenkirchen wurde er auf seiner 500er MZ gleichzeitig punktbester Einzelfahrer des gesamten Feldes. Diesen Einzelerfolg konnte Fred Willamowski 1971 auf der Isle of Man noch einmal wiederholen. Bis 1974 war er Mitglied des Trophy-Teams, mit dem er bei der offiziellen Mannschaftsweltmeisterschaft 1971 Dritter und ein Jahr später Vize-Weltmeister wurde. In die Europameisterschaft griff Fred Williamowski 1969 ein. Äußerst unglücklich kam er hinter Erwin Schmider auf Platz zwei. Am Ende der nächsten Saison war er zum ersten Mal Europameister. 1971 gewann er jeden der fünf EM-Läufe und verteidigte makellos seinen kontinentalen Titel. Auch innerhalb der DDR-Meisterschaft war er erneut erfolgreich. Zwischen 1970 und 1974 konnte er in der größten Hubraumklasse weitere vier Titel auf sein Konto buchen.
Im Alter von 40 Jahren nahm Fred Willamowski Abschied vom Geländesport. Seine motorsportliche Laufbahn war damit aber noch nicht beendet. Ab 1975 war er in der Viertelliterklasse auf den Sand- und Grasbahnen unterwegs und lieferte sich nach Jahrzehnten wieder Duelle mit Ernst Wolff. Tatsächlich wurde er auch in dieser Disziplin 1978 noch einmal DDR-Meister.
In die Sportgeschichte ging Fred Willamowski als einer der weltbesten Motorradgeländefahrer ein.